# Wolfram Wurm
Wolfram Wurm (* 23. März 1953) ist ein ehemaliger deutscher Fußballspieler.

## Sportlicher Werdegang
Wurm begann mit dem Fußballspielen bei Eintracht Herrnsheim und wechselte im Sommer 1974 zu Wormatia Worms. Hier spielte er vornehmlich für die Amateurmannschaft, kam aber unter Trainer Slavko Stojanović – als zuvor Trainer der Amateurmannschaft wurde er Mitte September Nachfolger des geschassten Radoslav Momirski bei der Zweitligamannschaft – am 23. November 1974 beim 2:0-Erfolg über die SpVgg Fürth zu einem Einsatz für die Wettkampfmannschaft in der 2. Bundesliga. 1976 kehrte er zu Eintracht Herrnsheim zurück, zwischen 1977 und 2002 spielte er für den Amateurklub FSV Riedrode. Später lief er noch für die Alte Herren der SG Unteres Eistal auf.